# Johannes Tartarotti
Johannes Tartarotti (2 agosto 1999) è un calciatore austriaco, centrocampista dell'SW Bregenz.

## Caratteristiche tecniche
È un trequartista.

## Carriera
Cresciuto nel settore giovanile dell'Altach, ha esordito in prima squadra il 16 luglio 2017 disputando l'incontro di ÖFB-Cup vinto 5-1 contro il Dornbirn. Per la stagione 2018-2019 è stato ceduto in prestito al Wiener Neustadt.

## Statistiche

### Presenze e reti nei club
Statistiche aggiornate al 22 aprile 2023.
| Stagione        | Squadra         | Campionato      | Campionato | Campionato | Coppe nazionali | Coppe nazionali | Coppe nazionali | Coppe continentali | Coppe continentali | Coppe continentali | Altre coppe | Altre coppe | Altre coppe | Totale | Totale |
| Stagione        | Squadra         | Comp            | Pres       | Reti       | Comp            | Pres            | Reti            | Comp               | Pres               | Reti               | Comp        | Pres        | Reti        | Pres   | Reti   |
| --------------- | --------------- | --------------- | ---------- | ---------- | --------------- | --------------- | --------------- | ------------------ | ------------------ | ------------------ | ----------- | ----------- | ----------- | ------ | ------ |
| 2017-2018       | Altach          | BL              | 3          | 0          | CA              | 1               | 0               | UEL                | 0                  | 0                  | -           | -           | -           | 4      | 0      |
| 2018-2019       | Wiener Neustadt | 2L              | 19         | 1          | CA              | 3               | 2               | -                  | -                  | -                  | -           | -           | -           | 22     | 3      |
| 2019-2020       | Altach          | BL              | 26+1       | 2+0        | CA              | 2               | 1               | -                  | -                  | -                  | -           | -           | -           | 29     | 3      |
| 2020-2021       | Altach          | BL              | 13         | 1          | CA              | 3               | 0               | -                  | -                  | -                  | -           | -           | -           | 16     | 1      |
| 2021-2022       | Altach          | BL              | 17         | 0          | CA              | 1               | 0               | -                  | -                  | -                  | -           | -           | -           | 18     | 0      |
| 2022-2023       | Altach          | BL              | 17         | 1          | CA              | 1               | 0               | -                  | -                  | -                  | -           | -           | -           | 18     | 1      |
| Totale Altach   | Totale Altach   | Totale Altach   | 76+1       | 4+0        |                 | 8               | 1               |                    | 0                  | 0                  |             | -           | -           | 85     | 5      |
| Totale carriera | Totale carriera | Totale carriera | 96         | 5          |                 | 11              | 3               |                    | 0                  | 0                  |             | -           | -           | 107    | 8      |